# Station Szarbków
Station Szarbków is een spoorwegstation in de Poolse plaats Uników.